# 李昭容 (后梁太祖)
李昭容（?—?），五代十国后梁妃嫔，梁太祖朱温的昭容。
李氏年轻时以美色选为朱温的妾室。李氏非常谨慎诚实，未尝离开朱温左右。朱温有一次得病，白天睡觉刚刚睡着，忽然房梁折断了，当时只有李氏侍侧，急忙牵动朱温的衣服，朱温大惊而逃，房梁掉落在床上，朱温感激她，封她为昭容。不知所终。